# Ward Hill
Ward Hill est le point culminant des Orcades en Écosse, avec une altitude de 481 m. Elle est située au Nord de l'île de Hoy.